# Битка при Литъл Бигхорн
Битката при Литъл Бигхорн, известна още като „Последната позиция на Къстър“ (на английски: Custer's Last Stand), състояла се на 25 юни – 26 юни 1876 г. на територията на днешния щат Монтана, е най-известното сражение от Индианските войни между Съединените американски щати и американските индианци. Обединената сили на лакота (сиуксите) и северните шайени избиват всички членове на пет от ротите на 7-и кавалерийски полк на САЩ (7th Cavalry), включително подполковник Джордж Къстър, двама от братята му и съпругът на сестра му Джеймс Калхун. Пълната победа на индианците обаче само отлага неминуемото им поражение във войната срещу САЩ и окончателното им изпращане в резервати.

## Предходни събития
През пролетта на 1876 г. хиляди индианци се измъкват от резерватите, в които се пратени в началото на 1876 г., за да се присъединят към общините на вождовете Седящият Бик и Лудия кон (лакота), Двете луни (шайени) и др., които дотогава не са покорени от белите. Американските военни планират летни експедиции, които да принудят индианците да се върнат обратно в резерватите.
Седем пехотни роти и четири кавалерийски под командването на полковник Джон Гибън тръгват на изток от форт Елис, Западна Монтана и започват да патрулират по течението на река Йелоустоун. Петнадесет кавалерийски и пет пехотни роти под командването на бригаден генерал Джордж Крук тръгват на север от форт Фетерман в Уайоминг на 29 май, насочвайки се по посока на река Паудър. Целият 7-и кавалерийски полк на САЩ и две пехотни роти и картечното отделение на 20-и пехотен полк под командването на бригаден генерал Алфред Тери тръгват на запад от форт Ейбръхам Линкълн в Дакота на 17 май. Три роти от 6-и пехотен полк се придвижват от форт Бюфорд на река Мисури нагоре по течението на река Йелоустоун, за да установят склад за провизии и се присъединяват към Тери на 29 май при устието на река Паудър.
Координацията на трите части се проваля след като в битката при Роузбъд на 17 юни Крук е изненадан и победен от голям индиански отряд воден от Лудия кон и отстъпва към форт Мийд. Отстъплението на Крук е значителен фактор, довел до последвалото унищожение на Къстър. Незнаещи за битката на Крук Гибън и Тери се срещат през юни при устието на река Роузбъд. Те формулират план основан на откриването на голяма индианска следа на 15 юни, който предвижда придвижването на полка на Къстър нагоре по река Роузбъд докато обединените колони на Тери и Гибън се насочат към реките Бигхорн и Литъл Бигхорн. Офицерите се надяват да хванат индианците между тези две сили. 7-а кавалерия се отделя от остатъка на колоната на Тери на 22 юни и започва бързо преследване по следата. На Къстър са предложени оръдията, но той отказва с довода, че ще го забавят. Той отхвърля също така предложените две допълнителни кавалерийски роти, защото вярва, че неговият полк може да се справи с всичко, което му се изпречи
Докато колоната на Тери и Гибън се движи по посока на устието на река Литъл Бигхорн, привечер на 24 юни скаутите на Къстър пристигат на възвишение използвано за наблюдение, известно като Враново гнездо, на 23 км източно от реката. На сутринта на 25 юни те му докладват, че са забелязали признаци за разположението на индианското село на 24 км разстояние. Първоначалният план на Къстър предвижда изненадващо нападение срещу селото на следващата сутрин, но пристига доклад, че следата, оставена от войниците му, е открита от вражески настроени индианци. Предполагайки, че присъствието им е разкрито Къстър решава да нападне селото без повече отлагане. Незнайно за Къстър групата индианци всъщност е напуснала лагера и не е вдигната тревога в селото. Скаутите на Къстър отново и отново го предупреждават за размера на селото, по думите на скаут Мич Буйе „Генерале, аз съм бил с тези индианци в продължение на 30 години и това е най-голямото село, за което съм чувал“. Основното безпокойство на Къстър е, че индианците ще се разделят и разпилеят в различни посоки. Командата на Къстър започва подхода си към индианското село по обед и се подготвя за нападение посред бял ден. Към 12:15 ч. Къстър разделя 7-а кавалерия на четири групи:
- батальонът на Къстър се състои от 13 офицери и 198 войници и трима цивилни (репортерът Майк Келог и двама скаути);
- батальонът на майор Маркъс Рино се състои от 11 офицери, 131 войници и повечето от 35 индиански скаути (сиукси, арикара и кроу) и е изпратен нагоре по долината на Литъл Бигхорн, за да предизвика стълкновение;
- батальонът на капитан Фредерик Бентийн, състоящ се от 5 офицери и 110 войници, е изпратен да претърси съседни долини, което се оказва напразно и го извежда от радиуса, от който би могъл да дойде на подкрепление на Къстъ;
- последната група е колоната с обоза на полка, която се състои от 2 офицери, 127 войници и 7 цивилни.

Всеки от трите отряда трябва да издири индианските лагери, да ги нападне и да ги задържи на място до пристигането на другите два отряда. Къстър използва подобна тактика в Битката при Уашита през 1868 г.

## Индианското село
Индианското село на брега на Литъл Бигхорн е необикновено голямо и включва лакота, северни шейени и малък брой арапахо. Преценява се, че селото се е състояло от 949 типита с 900 – 1800 воини. Индианците са вдъхновени от видението на Седящия Бик по време на Танца на слънцето, проведен две седмици по-рано, в което той вижда избиване на американски войници при техен опит да нападнат индианското село.

## Битката

### Атаката на Рино
Отрядът на майор Рино напада първи, след като получава заповеди от Къстър, който е уведомен от скаутите си кроу, че сиуксите са вдигнали тревога. Заповедта е да се преследват индианците и „да се доведат до бой“, но е издадена без точно знание за положението и размера на индианското село.
Силите на Рино пресичат Литъл Бигхорн при устието на днешната река Рино към 15 ч. и незабавно осъзнават, че лакота и шейените са „много и не бягат“. Рино бързо напредва на североизток. На десния му фланг има дървета и реката, но левият му фланг е изложен. Той поставя индианските си скаути на този фланг, но подозира „капан“ и спира на няколкостотин метра от лагера, заповядва да се слезе от конете и да се формира линия за стрелба. В стрелковата линия всеки четвърти войник се заема с конете на другите трима, докато те стрелят. Кавалеристите от линията се разполагат на 5 – 10 м един от друг, офицерите са зад тях, а войниците с конете зад офицерите. След 20-минутна стрелба отрядът на Рино дава само една жертва, но положението започва да се изяснява (Рино оценява, че индианците го превъзхождат числено в съотношение 5:1). Кавалерист Били Джаксън докладва, че към 500 индианци са се събрали за конна атака. Те обръщат изложения ляв фланг отряда на Рино и го принуждават набързо да отстъпи в гората при завой на реката. Тук индианците го „приковават“ и след като дава заповеди да възседнат, да се спешат и отново да възседнат конете, Рино отново избира безредно отстъпление към височините на другия бряг на реката. Отстъплението е объркано и веднага е пресечено от шайенски атаки от близко разстояние. Рино по-късно докладва, че 3 офицери и 29 кавалеристи са убити по време на отстъплението и прекосяването на реката, а още един офицер и 13 – 18 войници са в неизвестност. Повечето от тях са останали в горичката и по-късно мнозина се присъединяват към отряда.
Вярва се, че припряното отстъпление е причинено от смъртта на скаута арикара Кървавия нож, който докато говори с Рино в гората, е прострелян в главата и мозъкът му се пръсва в лицето на майора. Това изнервя Рино и води до безредното му отстъпление през реката. Няколко очевидци твърдят, че Рино е паникьосан в продължение на доста време след смъртта на Кървавия нож. На скалите от другата страна на реката, известни днес като Хълмът на Рино, потресените войници на Рино се съединяват с отряда на капитан Бентийн, пристигащ от юг по сигнал на тръбача Джовани Мартини, който е изпратен от Къстър със съобщението: „Хайде.. голямо село..., бъдете бързи, „донесете пакети“ („пакети“ се отнася до муниции, което означава, че дотогава Къстър вероятно е осъзнал големия брой индианци, пред който е изправен). Пристигането на хората на Бентийн на хълма спасява Рино и подчинените му от възможно изтребление. Към отрядите им се присъединява и МакДугал и обоза. 14-те офицери и 340 войници на скалите се организират в кръгова отбрана и се окопават с каквито инструменти им се намират, включително ножове.
Въпреки че чува силен пушечен огън от север, включително отчетливи залпове към 16.20 ч., Бентийн се съсредоточава върху подкрепата на притиснатия и оредял батальон на Рино, вместо да продължи на север към Къстър. По-късно той е подложен на критика, че не е изпълнил заповедта на Къстър. Към 5 ч. капитан Томас Уайр с една рота тръгва към Къстър, противно на заповедите. Те напредват 1.6 км до днешния рид на Уайр и виждат в далечината индиански конници да стрелят по обекти на земята. До това време, към 5:25 ч. битката на Къстър може би е приключила и според конвенционалното историческо разбиране Уайр е наблюдавал довършването на ранените и стреляне по мъртъвци, но според някои съвременни историци Уайр е наблюдавал бой на днешния хълм Калхун, където е започнало унищожението на батальона на Кеог, с рухването на роти L, I и C след съвместните нападения, водени от Лудия Кон, Белия облак, Жлъчката и други. Другите окопали се роти последват Уайр, но нарастващите индиански атаки срещу рида ги принуждават да се върнат на скалите преди обоза с мунициите да се е придвижил дори на 400 м. Там остават приковани още един ден, но индианците не успяват да пробият тази плътно заета позиция.

### Боят на Къстър
Нито един от кавалеристите на Къстър не оцелява, а разказите на индианците са неясни и противоречиви. Неговите 210 войници се сражават с лакота и шейените на 6 км северно от Рино и Бентийн, които чуват гърмежите. След като изолират и пропъждат Рино основната част от воините се насочват срещу Къстър. Пътят на Къстър към неговата „Последна позиция“ остава спорен. Една възможност е, че след като заповядва на Рино да нападне Къстър продължава по течението на река Рино на около 800 м от река Литъл Бигхорн, но след това се обръща на север и се качва на скалите, където скоро самият Рино ще търси спасение. Оттук той може да види нападението на Рино срещу другата страна на селото. Къстър след това поема на кон на север и слиза в пресъхналото речно корито Лековита опашка, което води до реката. Някои историци вярват, че част от отряда на Къстър слиза в коритото, отива на запад към реката и неуспешно се опитва да прекоси в селото. Според някои историци малка група индиански точни стрелци е била разположена на това място. Белият бик твърди, че е застрелял водач, който е паднал от коня си в реката. Други индиански разкази обаче не го подкрепят. Ако това е вярно обаче може самият Къстър да е бил ранен от някой от тези стрелци. Някои индианци твърдят, че един от водачите на тази предна част е бил ранен заедно със знаменосеца на ротата. Кавалеристите е трябвало да слязат, за да качат ранените обратно на конете им. Фактът обаче, че и двете рани на Къстър, които не са в резултат на обезобразяване (куршуми под сърцето и в лявото слепоочие) са мигновено фатални хвърля съмнение върху предположението, че е бил ранен на това място.
Такъв сценарий може да обясни целта на атаката на Рино, която е трябвало да бъде част от тактика на „чука и наковалнята“, като Рино ги държи от юг, а Къстър ги притисне от север. Според някои историци Къстър не се е приближил до реката, а е продължил нагоре през изсъхналото корито и от другата му страна, където постепенно попада под огън. Според тази теория докато Къстър осъзнава сериозността на положението вече е прекалено късно да пробие и да се присъедини към Рино и Бентийн на юг.
Едно тълкуване се основава на археологични проучвания, открили гилзи по рида Ний-Картрайт и индиански разкази. Историците вярват, че Къстър е разделил батальона си на две (или три) части като вероятно упълномощава капитан Джордж Йейтс да командва втората. Поне една от ротите прави заблуждаващо нападение по лявата страна на коритото Лековита опашка на път за брода Миниконжу с намерение да облекчи натиска върху отряда на Рино изтегляйки стрелковата линия в гората на брега на река Литъл Бигхорн. Слизайки по рида Ний-Картрайт те са могли да бъдат видени от индианското село. На възвишенията зад тях втора рота би осигурявала прикритие от далече. Воините може да са били привлечени от заблуждаващата атака, при което батальонът би отстъпил нагоре по северното изсъхнало корито в обратна посока на ротата, която ги прикрива, след което тази рота може да е напреднала и изстреляла залпове, които да са оставили гилзите открити 50 години по-късно.
Повечето индиански разкази говорят за конно нападение водено от Лудия кон и Белия бик, което се е вклинило между роти L и C. Виждайки индианците зад тях войниците от рота L са се опитали да отстъпят на север, за да се свържат с рота C, при което Жлъчката и други на противоположния рид са нападнали в гръб отстъпващата рота. Опитът за организирано отстъпление скоро се е превърнал в „панически разгром“ по думите на Бентийн. Според положението на телата на бойното поле роти I и L под командването на капитан Кеог вероятно са отделени и слезли от конете, за да осигурят ариергард и може да са били последната организирана съпротива. Останалите роти са изтласкани нагоре по днешния хълм на Къстър, който вероятно е прекалено тесен, за да побере оцелелите и ранените. Според индианските разкази командната структура бързо е рухнала, макар няколко по-малки групи да извършват няколко „последни съпротиви“. Много индиански разкази говорят за опити за бягство на малки групи от роти C, I и L към реката и към хълма на Къстър, което е засвидетелствано от разпръснатите тела югоизточно от рида към река Литъл Бигхорн. Нито един от войниците не достига до реката от южния край на бойното поле, както е видно от диаграми на разположението на паметните плочи.
Според почти всички разкази за по-малко от час отрядът на Къстър е напълно унищожен. Лакота твърдят, че Лудият кон лично е повел една от големите групи воини, която накрая помита кавалеристите в изненадващо нападение от североизток, причинявайки рухване на командната структура и паника сред войниците. Много от тях хвърлят оръжията си докато шейените и сиуксите ги прегазват с конете си.
Според археологически проучвания силите на Къстър може да са били разделени на три стрелкови линии. Скорошни документални филми предполагат, че може да не е имало „Последна позиция“, както традиционно сражението се описва в популярната култура. Археолозите твърдят, че войниците на Къстър не са били заобиколени, а разбити от едно конно нападение. Този сценарий е в съответствие с индианските разкази, че нападението на Лудия кон е съкрушило съпротивата. Много от войниците губят живота си в дълбоко дере на 300 – 400 м от днешния хълм на Къстър. Там са открити поне 28 тела, включително на скаута Мич Буйе; вероятно това е последното действие на битката. Според друг индиански разказ около 40 мъже правят отчаян опит за съпротива около Къстър на хълма, носещ неговото име, откъдето стрелят в залпове.

## Последици
След като унищожават частта на Къстър, лакота и шейените се прегрупират, за да нападнат Рино и Бентийн. Боят продължава до падането на мрака (21 ч) и на следващия ден. Според Рино водачеството на Бентийн е спомогнало за отблъскването на силна атака срещу участъка от периметъра, защитавана от роти H и M. На 26 юни се появява колоната на генерал Тери и индианците се оттеглят в противоположната посока. Скаутът от племето кроу Белият Човек Го Подканя Да Бърза пръв докладва на офицерите на Тери, че силата на Къстър е „заличена“. Прави се оглед на бойното поле и се намират бруствери от мъртви коне на хълма на Къстър. Мъртъвците са погребани, където са намерени. Къстър е намерен близо до върха на хълма, носещ неговото име, с огнестрелни рани близо до сърцето и в лявото слепоочие. И двете рани са смъртоносни, но изглежда само раната на гърдите е кървяла, което означава, че раната на слепоочието може да е нанесена след смъртта. Ранен е също в ръката. Убити са 16 офицери и 242 войници (42% от личния състав на 7-а кавалерия), ранен е 1 офицер и 51 войници от 7-а кавалерия. Всичките членове на петте роти на Къстър са убити, макар в продължение на години да се носят слухове за оцелели.
На 8 август след като Тери е подкрепен от 5-а кавалерия експедицията тръгва по река Роузбъд в преследване на лакота. Среща се със силите на генерал Крук и обединената армия, с обща численост 4000, следват лакота на североизток към река Литъл Мисури. Продължителните дъждове и липсата на провизии принуждава армията да се разтури и да се върне в началните точки на похода. 7-а кавалерия се връща във форт Линкълн.

### Краят на сиукската съпротива
Лудия кон броди с групата си южно от границата и се бие срещу генерал-лейтенант Нелсън Майлс, който неспирно преследва индианците през зимата на 1876 – 77 г. Поради изчезването на източника им на препитание, бизоните, през май 1877 г. Лудият кон е принуден да дойде във форт Робинсън, Небраска, с няколко хиляди индианци, най-вече оглала и минеконджу сиукси. Генерал Крук обявява Петниста опашка, който е правил услуги на армията, за вожд на сиуксите, което създава недоволство сред тях. През септември Лудия кон напуска резервата без разрешение, за да откара болната си жена при родителите ѝ. Генерал Крук заповядва да бъде арестуван. Първоначално той не се противопоставя, тъй като познава индианеца, който е изпратен да го доведе, но когато разбира, че го водят към затвор започва да се съпротивлява и е смъртоносно пронизан с войнишки щик. Умира през нощта в присъствието на баща си, който отнася тялото му на тайно място в Бед Лендс (Лошите земи).
През май 1877 г. Седящият Бик преминава с хората си в Саскачеван, Канада, където остава в продължение на години до юли 1881 г., когато се връща в САЩ и се предава.

### Американската реакция
Новината за съдбата на Къстър слага край на желанието на Камарата на представителите на Американски конгрес, водена от демократите, да намали броя на армията. Армията увеличава броя си с 2500 души след битката.
Вдовицата на Къстър Елизабет потиска критиките срещу съпруга си. Някои от участниците решават да изчакат смъртта ѝ преди да разкажат това, което са видели, но тя ги надживява почти всички. В резултата събитието е пресъздадено по Викториански образец в много книги, филми и други произведения. Легендата за Къстър скоро се вкоренява във въображението на американците като героичен офицер храбро биещ се срещу диваците, образ популяризиран от спектаклите за Дивия запад на Бъфало Бил, Поуни Бил и други.
През 1878 г. армията награждава 28 участници в боя на скалите с Медали на честта, повечето заради рискуването на живота си, за да носят вода от реката на ранените.